# Виола, Линн
Линн Виола (англ. Lynne Viola; род. 5 апреля 1955, Натли, Нью-Джерси) — американско-канадский историк, специалист по истории России XX века, в особенности эпохи сталинизма, специализирующаяся на политической и социальной истории. Доктор философии, Университетский профессор-эмерит Университета Торонто. Член Канадского королевского общества (2014). Лауреат премии Киллиама (2019) и премии Молсона (2018).

## Биография
Со школьных лет интересуется историей России.
Окончила Барнард-колледж (бакалавр искусств, 1978). В начале 1980-х годов в Принстоне получила степени магистра искусств и докторскую. Среди её учителей были Daniel Field, Ш. Фицпатрик, а в Принстоне она занималась с С. Блэком и С. Коэном, а также Р. Уортманом. С 1988 профессор истории Университета Торонто, с 2011 года Университетский профессор, ныне эмерит.
Отмечена золотой медалью Social Sciences and Humanities Research Council (2021) и ASEEES Distinguished Contributions Award (2023).

## Научные труды
Автор более 30 статей, пяти книг, редактор 19 книг. Автор книг:
- The Best Sons of the Fatherland: Workers in the Vanguard of Soviet Collectivization (NY: Oxford University Press, 1987)
- Peasant Rebels Under Stalin: Collectivization and the Culture of Peasant Resistance (NY: Oxford University Press, 1996) {Рец. Gábor T. Rittersporn}
- The War Against the Peasantry, 1927—1930 (2005)
- The Unknown Gulag: The Lost World of Stalin’s Special Settlements (NY: Oxford University Press, 2007)
- Stalinist Perpetrators on Trial: Scenes from the Great Terror in Soviet Ukraine (NY: Oxford University Press, 2017) {Рец. Barbara C. Allen}